# Пак Кённи
Пак Кённи́ (кор. 박경리; также известна как Пак Кён-Ри; 28 октября 1926, Тхонъён, Кёнсан-Намдо — 5 мая 2008, Вонджу, Канвондо) — южнокорейская писательница.

## Биография
Пак Кённи родилась 28 октября 1926 года в Тхонъёне. У писательницы было тяжёлое детство. Когда ей было 18 лет, отец ушёл из семьи и женился во второй раз.
Она рано начала самостоятельно зарабатывать себе на жизнь. В 1946 году писательница вышла замуж. Однако во время гражданской войны муж писательницы Ким Хэндо (кор. 김행도) был обвинён в участии коммунистическом заговоре, пропал без вести, а затем погиб в тюрьме Содэмун. Вскоре после этого погиб и 3-летний сын Пак Кёнги. Чтобы прокормить дочь, писательница перебралась в Сеул и работала в банке.
Пак Кённи начала писать в 1950-х гг. В Сеуле она познакомилась с прозаиком Ким Донни (김동리), который помог ей начать писательскую карьеру. В 1955 году Пак Кённи в журнале «Современная литература» (현대문학, «Хёндэ мунхак») публикует свой первый рассказ «Расчёт» (кор. 계산, «Кесан»). В 1958 году Пак Кённи получила награду журнала «Современная литература». В 1960-х годах писательница обращает внимание социальным проблемам и истории Кореи. В 1962 году публикуется роман «Дочери аптекаря Кима» (김약국의 딸들), по которому в 1963 году снят одноимённый художественный фильм. Общенациональную известность писательнице принесла публикация первой части романа «Земля» в 1969 году. Последняя часть романа-эпопеи была издана в 1994 году. Роман-эпопея охватил период истории Кореи с 1897 года и до освобождения от японского господства в августе 1945 года.
Всего Пак Кённи написала более 20 романов и повестей и 3 стихотворных сборника. В 1977 году писательница удостоилась премии Вольтан. В 1999 году Пак Кённи открыла культурный Центр «Тхочжи» («Земля») в городе Вонджу, где она долгое время жила и работала.
Пак Кённи умерла в результате обострения хронической онкологической болезни 5 мая 2008 года.

## Память
В 2011 году Культурный фонд «Тхочжи» учредил награду[уточнить] Пак Кённи в честь писательницы.
В 2018 году в Санкт-Петербурге установлен памятник Пак Кённи.

### Переводы на русский язык
- Пак Гённи.[13] Дочери аптекаря Кима.[14] — [пер. с кор.: Д. И. Капарушкиной[15] (Диана Чанг). — М.: «Эра», 2011. — 239 с. : ил. — ISBN 978-5-905016-14-1
- Пак Кён Ри. Земля. — В 2 томах — М.: «Новый хронограф», 2016. — ISBN 978-5-94881-344-8, 978-5-94881-423-0
- Изумлённое сердце. 100 стихотворений корейских поэтов XX века. (сборник) — Перевод А. Гурьевой, М. Солдатовой, Ро Чжи Юн, Е. Похолковой. — М. «Текст», 2020. — ISBN 978-5-7516-1624-3